# Nicolás Bravo

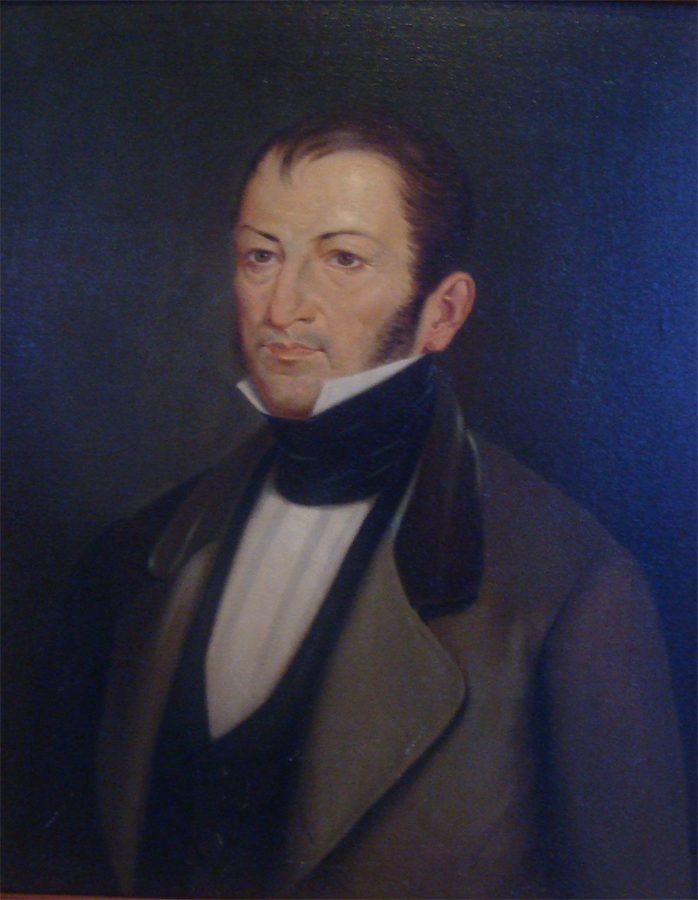
Nicolás Bravo Rueda

Nicolás Bravo Rueda (* 10. September 1786 in Chichihualco, Guerrero (Mexiko); † 22. April 1854) war ein mexikanischer Militär und Politiker.

## Leben
Bravo Rueda kämpfte im Mexikanischen Unabhängigkeitskrieg (1810–1821) auf Seiten von José María Morelos im Süden des Landes, wurde aber 1817 gefangen genommen und erst 1820 freigelassen.
Nach der Verkündigung des Plans von Iguala durch Agustín de Iturbide zog er mit der Armee der drei Garantien am 27. September 1821 in Mexiko-Stadt ein.
Er widersetzte sich der Kaiserkrönung Iturbides. Nach dessen Abdankung wurde Bravo Vizepräsident unter dem
Präsidenten Guadalupe Victoria. Als Anhänger des Diktators Antonio López de Santa Anna übernahm er dreimal kurzzeitig das Präsidentenamt. Während des Krieges zwischen Mexiko und den USA war Bravo Kommandant der Militärakademie von Chapultepec. In der Schlacht von Chapultepec wurde er durch die US-Truppen gefangen genommen und zog sich anschließend aus der Politik zurück.
Bravo war Freimaurer, zwischen 1823 und 1827 war er Großmeister der auch in der Politik sehr einflussreichen Loge (Schottischer Ritus) in Mexiko.